# 民主カレン慈善軍
民主カレン慈善軍（みんしゅカレンじぜんぐん、英語: Democratic Karen Benevolent Army、ビルマ語: ဒီမိုကရက်တစ်ကရင်အကျိုးပြုတပ်မတော်、略称DKBA）は、ミャンマーのカレン族系軍事組織である。民主カレン仏教徒軍第5旅団（みんしゅカレンぶっきょうとぐんだい5りょだん、英語: Democratic Karen Buddhist Army - Brigade 5、略称DKBA-5、ビルマ語: ဒီမိုကရက်တစ်ကရင်အကျိုးပြုတပ်မတော် - တပ်မဟာ-၅）の名前でも知られるほか、ミャンマー政府からはカロートゥボー大隊（カロートゥボーだいたい、Klo Htoo Baw Battalion）と呼称されている。
カレン民族同盟（Karen National Union、KNU）とゆるやかに連携している。また、アラカン軍（Arakan Army、カレン州を拠点とする組織でありラカイン州のアラカン軍とは無関係）とも協働している。ドーナ山脈東部・ミャワディ以南の地域を主な支配地域とし、国境貿易および通行量の徴収、スズなどの鉱物採掘・輸出および採掘権の販売を収入源としている。

## 歴史

### 成立
もともとは民主カレン仏教徒軍（Democratic Karen Buddhist Army、DKBA）の一部門であり、分裂時の指導者ラプエー（ボーナッカンムウェー）の率いる国境開発旅団（第5旅団）であった。ラプエーは、同組織が国境警備隊（Border Guard Forces、BGF）としてミャンマー軍の下部組織に再編されることに反対し、そのままDKBAを名乗り続けた。ラプエーは、民主カレン仏教徒軍の分裂前の母体であった組織である、KNUと協力する姿勢を見せた。2010年ミャンマー総選挙の最中、ミャワディ郡区の政府軍および治安部隊を攻撃した。
ミャワディ以南を支配地域としていたが、2011年5月24日には、ミャインジーグーに駐屯していた、ボピ（Bo Pi）大隊長率いるBGF第1012大隊は国軍士官を追放し、ラプエー率いるDKBAに合流した。これにより、同組織の支配地域には飛び地的にミャインジングー周辺およびメタワ（Mae Tha Wor）が加わることとなった。2011年11月3日に政府との停戦協定に署名したが、民主カレン仏教徒軍とは異なり、武装解除には同意しなかった。ラプエーは仏教徒ではなくキリスト教徒であったため、この停戦協定の後に組織名を「民主カレン慈善軍」に改称した。

### 分裂とその後
2014年10月21日にはチャインッセジーを拠点としていた士官のサンアウン（San Aung）がDKBAを追放された。飲酒運転をしていた彼の部下が事故を起こし、これを取り締まろうとした国軍治安当局を射殺したこと、サンアウンがDKBAからの状況説明に応えようとしなかったことがそのきっかけであるとされる。コーカレイ近郊のカウンムーを拠点としていたジョッテ（Kyaw Thet）は彼を擁護すべく、2015年3月7日にサンアウンを再び組織に迎え入れるという声明を出した。サンアウンとジョッテはコーカレイ郡区内・アジアハイウェイ近郊でBGFおよび国軍と武力衝突をおこし、DKBAは7月21日付で両者が自勢力と無関係であるという声明を出した。民主カレン慈善軍は10月15日の全国停戦合意に署名したが、ボピはこれに反発し、サンアウンとジョッテの離反グループに合流した。彼らは再び民主カレン仏教徒軍（DKBA）を名乗ったが、国軍およびDKBAの攻撃により多くの拠点を失い、メタワ近郊山岳地帯への潜伏を余儀なくされた。
ラプエーは健康上の理由から、2015年3月15日付で引退し、副司令官のソー・モシュエが後継となった。ラプエーはヤンゴンおよびシンガポールでがんの療養を続けていたが、2016年3月13日に死去した。

## 詐欺団地・カジノ
DKBAは詐欺団地やカジノを保護していることが報告されている。2025年1月に王星失踪事件が発生したのち、2月からタイ当局がタイ・ミャンマー国境の5地点でミャンマー側の電気・ガソリン・インターネット接続を遮断した結果、詐欺の継続が維持が難しくなり、監禁されていた人々が解放された。

### チャウッケッ
2020年、DKBA第1旅団のサイチョーフラ（Sai Kyaw Hla）准将は、2020年にシハヌークビルからメーソットに拠点を移した中国系マフィアの企業TransAsia International Companyと提携し、タイのワットチョンケープからモエイ川を挟んで対岸に位置するチャウッケッ村（ビルマ語: ကျောက်ခက်ရွာ、中国語: 交克村）に泰昌園区（たいしょうえんく）あるいは泰昌パーク（たいしょうパーク）と呼ばれる詐欺団地を建設した。2023年初頭にこの詐欺団地は急速に拡大し、同年末に1027作戦でコーカン地域の詐欺団地が壊滅した後、多くの犯罪組織が移転してやってきた。この他に、ワレーのはるか南にも詐欺団地があるとされる。

#### 監禁・拷問
チャウッケッでは凄惨な拷問や性暴力が報告されており、中国国籍とウガンダ国籍の人が殺害されたとされる。イラワジ記者の質問に対して、DKBA本部は各旅団に対してコントロールが及ばないことを認め、関知しないとした。また、DKBAの兵士が脱走者の拘束や拷問に関与していたことが明らかになっている。チャウッケッには40のカジノとマネーロンダリング組織があり、3〜5千人の外国人が強制的に労働させられていることが明らかになっている。
2022年の8月から9月にかけてラオス・ルアンナムター県の10代の若者らが高収入を謳う偽の求人に騙されて泰昌園区に監禁された。彼らは園区内部で拷問を受けたと話している。また、モエイ川を挟んで対岸で警備を行っているタイ軍の兵士は、膨らんで原型をとどめていない遺体が川に浮いているのを目撃したと話している。
また、2024年末から2025年初頭にかけ日本人高校生2人が監禁され、詐欺に従事させられた詐欺拠点が泰昌園区にあるとみられている。高校生らは「海外でよい仕事がある」との言葉に騙され、タイ・ミャンマー国境の詐欺拠点に拉致されていた。2人はタイ当局に保護され、それぞれ2025年1月中旬と2月中旬に日本に帰国した。また、タイ当局は詐欺拠点において日本の準暴力団「チャイニーズドラゴン」が関与していることを明らかにしている。

#### 解放
2025年2月12日、チャウッケッから250人以上の外国人が解放された。チャウッケッから解放された人々は、中国人マフィアの命令によりDKBAの兵士が監禁されている人を拷問したと証言している。タイの警察当局によると、2月12日に解放されたのは「泰昌園区1」に監禁されていた人々であり、さらに山奥にある「泰昌園区2」には未だに日本人が20人弱残っている模様である。
4月13日、詐欺拠点から解放された外国人らがDKBAに対して母国への送還を求めたところ、兵士と一触即発の状態となった。同月18日、外国人277人（うち252人がエチオピア人）はミャワディの移民局に引き渡された。

### パヤトンズー
2023年初頭、DKBAはミャンマー軍をミャワディの南に位置するパヤトンズー（スリー・パゴダ・パス）から一掃し、カレン国境警備隊（BGF、カレン民族軍）を撤退させた。それ以降、DKBAはパヤトンズーの行政・治安を担っており、徴収した税金の30%を軍事政権に分配している。
2024年、BGFがシュエコッコの詐欺団地を取り締まると発表した後、パヤトンズーには詐欺産業とともに大量の中国人が流入した。中国人グループらはモーラミャイン-チャインセイジー経由でパヤトンズーに到達したとみられている。DKBAのソー・エイワン大佐は、パヤトンズーの中国人を保護し、エイワン大佐支配下のパヤトンズーでは麻薬（ヤーバー）が使用されるKTVやカジノなどが立ち並んだ。
ミャワディからパヤトンズーへの移送はBGFが行い、DKBAは中国人らが土地や家を借りるのをサポートする役目を負っていた。それゆえ、DKBAとBGFの間には何らかの協力関係が成立したと見られている。関係者によると、同年5月から6月にかけて約2,000人の中国人がパヤトンズーに流入したとされる。これにより、パヤトンズーの家賃は2倍に急騰した。
2024年7月、DKBAは部隊に対し、薬物や賭博などに関与しないように通達を行った。
2025年1月、王星失踪事件が発生したのち、シュエコッコで詐欺団地が取り締られたため400人近くの中国人がチャインセイジー-コーカレイ経由でさらに流入した。しかし、DKBAは同年2月9日にパヤトンズーに拠点を置く中国系詐欺集団に対して同月末を期限として退去するように通告した。一連の締め付けにより、中国系の詐欺グループはパヤトンズー市内から完全に引き上げ、パヤトンズーから10kmほど離れた地点に移動したとされている
。
2025年2月13日、DKBAはパヤトンズーの中国系詐欺グループをミャワディに移送した。これに引き続いて同月16日、DKBAはパヤトンズーの詐欺拠点を強襲し、詐欺グループ86人をBGF支配下のシュエコッコに移送した。